# エリナー・アボット
エリナー・アボット（Elenore Plaisted Abbott、1875年 – 1935年）はアメリカ合衆国の挿絵画家、舞台美術家である。グリム童話集などの20世紀はじめの書籍の挿絵で知られている。

## 略歴
メイン州、ペノブスコット郡のリンカーンという町で生まれた。フィラデルフィアの女子美術学校(Philadelphia School of Design for Women)とペンシルベニア美術アカデミーで学び、パリに留学し、パリの展覧会に出展して 、1899年にフィラデルフィアに帰国した。ドレクセル協会（現在のドレクセル大学）で教えていたハワード・パイルからイラストレーションを学び、その影響を強く受けた。
風景画や肖像画家として働き、ペンシルベニアの劇団(Hedgrew Theater)の劇、"The Emperor Jones"の舞台美術の仕事をする一方 、イラストレーターとして有名になった。『ハーパーズ・マガジン』『サタデー・イブニング・ポスト』『スクリブナーズ』といった雑誌の挿絵を描き 、ロバート・ルイス・スティーヴンソンの『宝島』や『誘拐されて』、ルイーザ・メイ・オルコットの『昔気質の一少女』、グリム童話集といった書籍の挿絵を描いた。
フィラデルフィア水彩画クラブの会員となり、エミリー・サーテイン、ジェシー・ウィルコックス・スミスやエリザベス・シッペン・グリーン、バイオレット・オークリーといった女性アーティストと「The Plastic Club」を作り、女性芸術家の支援ための運動のメンバーとなった 。
1898年に法律家で写真家、画家のC・ヤーナル・アボット(C. Yarnall Abbott:1870–1938)と結婚し、1911年からはペンシルベニア州、デラウェア郡のローズ・ヴァレーに住み、夫妻の共同のスタジオで活動した 。

## 作品

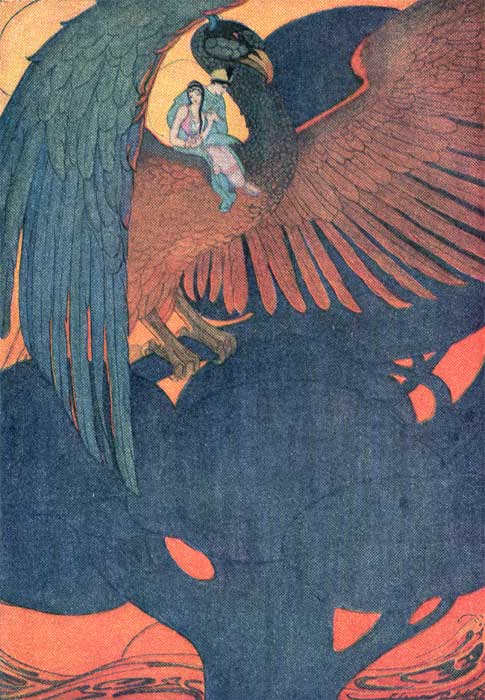
グリム童話『鳴いて跳ねるひばり』挿絵(1920)
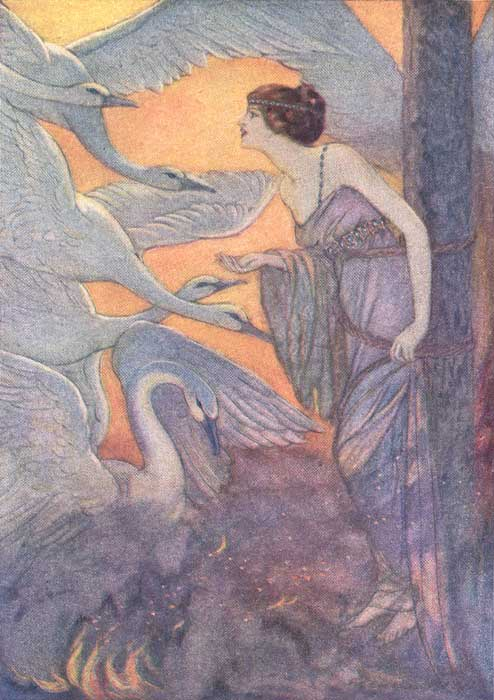
グリム童話『六羽の白鳥』挿絵(1920)
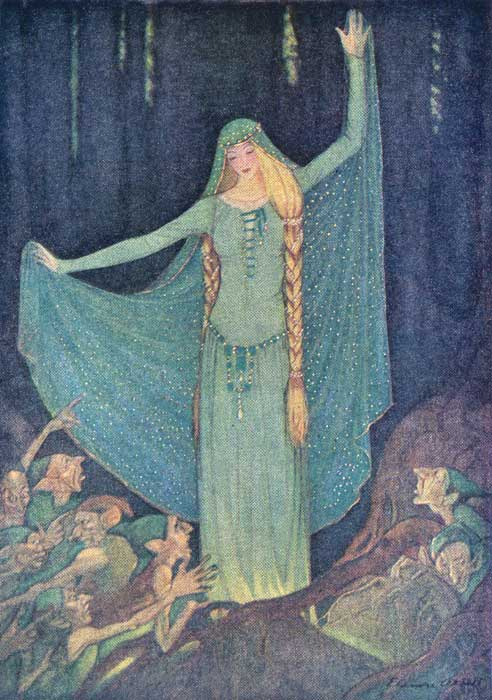
グリム童話『 王の子ふたり』挿絵(1920)
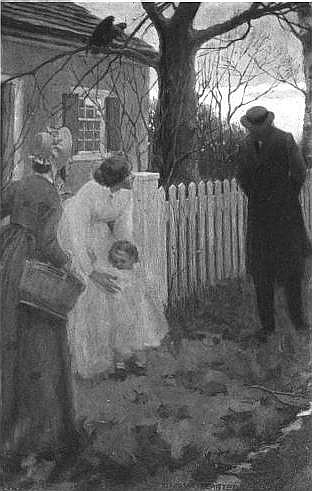
ナサニエル・ホーソーンの短編小説の挿絵(1900)